# Confienza (1889)
Confienza – krążownik torpedowy typu Goito, zbudowany dla włoskiej Regia Marina pod koniec lat 80. XIX wieku. Okręt został zbudowany w stoczni Arsenale di La Spezia. Był uzbrojony w kilka dział, ale jego główne uzbrojenie składało się z pięciu wyrzutni torpedowych kal. 356 mm. Jego stępkę położono we wrześniu 1887 roku, został ukończony w kwietniu 1890 roku. Służbę spędził w składzie głównej floty włoskiej, wypełniając zadania szkoleniowe i nie biorąc udziału w walkach. Jego służba trwała krótko – w sierpniu 1901 roku został skreślony z listy jednostek floty i zezłomowany.
Klasyfikowany też jako kanonierka torpedowa; koszt budowy wyniósł wynosił równowartość ówczesnych 61 480 funtów.

## Projekt
„Confienza” miał długość całkowitą 73,4 m, szerokość 8,05 m i średnie zanurzenie 3,04 m. Okręt miał wyporność 756 ton metrycznych (744 długich ton; 833 krótkich ton). Jego system napędowy składał się z dwóch silników parowych, z których każdy napędzał pojedynczą śrubę napędową. Pary dostarczały cztery opalane węglem kotły typu lokomotywowego. Krążownik był trochę wolniejszy niż siostrzane jednostki – jego prędkość maksymalna sięgała 17 węzłów przy 1962 ihp. Inne okręty tego typu były o węzeł szybsze. Zasięg jednostki wynosił 1100 mil morskich przy prędkości 10 węzłów. Liczebność załogi wahała się pomiędzy 105 a 121 osób.
Główne uzbrojenie okrętu stanowiło pięć wyrzutni torpedowych kal. 356 mm. Okręt był silniej uzbrojony w działa niż siostrzane jednostki. Zainstalowano na nim pojedyncze działo kal. 120 mm L/32, a także sześć dział kal. 57 mm L/40 i dwa działa kal. 37 mm L/20 – wszystkie na pojedynczych podstawach. Okręt był chroniony przez pokład pancerny o grubości 38 mm.

## Służba
Stępkę jednostki położono w stoczni Arsenale di La Spezia we wrześniu 1887, jako ostatniego okrętu tego typu. Został zwodowany 28 lipca 1889, prace wyposażeniowe zostały zakończone 11 kwietnia 1890. Przeszedł następnie próby morskie, które zakończono w czerwcu. W 1894 okręt został przydzielony do Trzeciego Dywizjonu włoskiej floty, wraz z okrętem pancernym „San Martino” oraz nowowcielonym do służby krążownikiem pancernopokładowym „Liguria”. W kolejnym roku „Confienza” był przydzielony do 2 Departamentu Morskiego, obejmującego Tarent i Neapol, wraz z większością włoskich krążowników torpedowych. W ich skład wchodziły jego siostrzane „Monzambano”, „Montebello”, „Goito” oraz osiem jednostek typu Partenope oraz „Tripoli”.
Okręt stacjonował w Neapolu w 1900, wraz ze starymi okrętami pancernymi „Regina Maria Pia”, „Castelfidardo”, „Affondatore”, krążownikiem pancernym „Marco Polo”, trzema jednostkami typu Goito oraz dwiema nowymi jednostkami typu Agordat. Służba „Confienza” była najkrótsza z jednostek tego typu – po ponad dekadzie w służbie został skreślony z listy jednostek floty 26 sierpnia 1901 i zezłomowany.